# 西日本グリーン販売
西日本グリーン販売（にしにほんグリーンはんばい）は和歌山県有田市に本社を有する、農薬卸をメインとした企業。和歌山県有田川町・岩出市・奈良県大和郡山市・兵庫県洲本市に支店がある。
渡辺パイプ株式会社の子会社として、2014年から創業。各種農薬の取り扱いから、2017年からは、”営農らくちんサービス”として、農作業の代行サービスも提供している。